# Мікролітова структура
Мікролітова структура (рос. микролитовая структура, англ. microlitic texture, нім. mikrolithische Struktur f) – структура основної маси порфірових гірських порід, до складу яких входять мікроліти, іноді з домішками невеликої кількості скла.